# Юрданссон, Изабель
Изабель Хелен Юрданссон (швед. Isabelle Helen Jordansson; 8 марта 1991, Стокгольм, Швеция) — шведская хоккеистка, игравшая на позиции центрального нападающего. С 2004 по 2010 год играла за АИК. В сезоне 2010/11 выступала за клуб МОДО, из-за конфликта с которым завершила карьеру. Игрок национальной сборной Швеции, выступавшая на двух чемпионатах мира (2008 и 2009) и Зимней Олимпиаде 2010. Сыграла 79 матчей за национальную команду. В составе юниорской сборной Швеции становилась бронзовым призёром чемпионата мира до 18 лет (2009). Двукратная чемпионка Швеции (2007 и 2009). В период с 2005 по 2008 год трижды выигрывала Кубок европейских чемпионов в составе АИКа.

## Биография
Изабель Юрданссон родилась в Стокгольме. Её отец, Стаффан Юрданссон, являлся менеджером известных шведских артистов. С 13-летнего возраста Изабель начала играть за клуб АИК в первом дивизионе женского чемпионата Швеции. В своём дебютном сезоне завоевала серебряную медаль национального чемпионата; столичный клуб проиграл в финальном матче команде «Мелархёйден/Бреденг» со счётом 3:4. В следующем сезоне Юрданссон стала победительницей Кубка европейских чемпионов, который впоследствии выигрывала трижды подряд. С сезона 2006/07 одним из тренеров АИКа стал отец Изабель. При его участии АИК по итогам финального турнира стал чемпионом Швеции, победив в финале «Сегельторп». Важную роль в победе сыграла Изабель, ставшая лучшим ассистентом плей-офф. Уверенная игра юной хоккеистки позволила ей в сезоне 2006/07 дебютировать за сборную Швеции. В следующем сезоне Стаффан Юрданссон был назначен главным тренером АИКа для выступления в новой женской лиге — Рикссериен. Изабель, под руководством отца, сумела стать лучшим ассистентом регулярного чемпионата. В плей-офф АИК вышел в финал, где «Сегельторп» взял реванш за прошлогоднее поражение. После завершения сезона отец Изабель больше не тренировал хоккейные команды, ограничившись исполнением роли начальника команды АИКа в сезоне 2008/09. В январе 2008 года она приняла участие на юниорском чемпионате мира 2008 в Калгари. Юрданссон набрала 4 (1+3) очка в пяти играх при нейтральном показателе полезности. В этом же году Клара впервые участвовала на чемпионате мира. Скандинавки по итогам мирового первенства заняли пятое место, а Изабель стала вторым бомбардиром своей команды, заработав 4 (2+2) результативных балла.
В сезоне 2008/09 Юрданссон улучшила свои статистические показатели. В 17-ти играх чемпионата она набрала 29 (10+19) очков при показателе «плюс-минус» — «+28». Изабель продолжила регулярно играть за сборную страны. В январе 2009 года она приняла участие на своём втором юниорском чемпионате мира. Юрданссон заработала 4 (2+2) очка в 4-х матчах и помогла национальной команде завоевать бронзовые медали. Она была включена в тройку лучших игроков сборной Швеции. В апреле Изабель приняла участие на своём втором чемпионате мира. Шведская сборная боролась за бронзовые медали, но проиграли в матче за 3-е место сборной Финляндии. Сезон 2009/10 Юрданссон проводила в качестве ассистента капитана. Она смогла улучшить свою игру, по ходу регулярного чемпионата набирая в среднем более двух результативных баллов за матч. Изабель вошла в окончательный состав сборной Швеции для участия на Зимней Олимпийских играх 2010 в Ванкувере. Юрданссон и Элин Хольмлёв отдали по три результативных паса на турнире, что стало лучшим показателем в команде. Шведки были близки к завоеванию, но, как и на предыдущем мировом первенстве, проиграли сборной Финляндии.
Перед сезоном 2010/11 Юрданссон с целью повышения своего развития бесплатно перешла в другой клуб лиги — МОДО. Через несколько месяцев игры в новом клубе, она захотела вернуться домой и играть за «Сегельторп». Одной из причин являлись плохие тренировки, проводимые в МОДО. На запрос о переходе МОДО ответил отказом и потребовал от хоккеистки 123 тыс. шведских крон. Клуб аргументировал данную сумму не стоимостью трансфера, а штрафными санкциями из-за нарушения пунктов договора. В последний день переходов «Сегельторп» отказался от подписания соглашения с Изабель. В итоге хоккеистка не смогла принять участие в зимней и весенней частях чемпионата, а также пропустила чемпионат мира 2011. Во время вынужденного простоя Юрданссон просила МОДО разрешить ей за них играть, но получала отказы. В разбирательстве участвовал директор по проведению соревнований Шведской хоккейной ассоциации Микаэль Лундстрём, но не сумел разрешить спор. После завершения сезона 2010/11 Изабель Юрданссон больше не сыграла ни одного матча в хоккее, фактически завершив свою карьеру.

## Статистика
| Легенда | Легенда                    | Легенда | Легенда                   | Легенда | Легенда    |
| ------- | -------------------------- | ------- | ------------------------- | ------- | ---------- |
| И       | Количество проведённых игр | Штр     | Штрафное время            | +/−     | Плюс-минус |
| Г       | Голы                       | П       | Голевые передачи          | О       | Очки       |
| -       | Статистика неизвестна      | —       | Статистика не учитывалась |         |            |

### Международная
По данным: Eurohockey.com и Eliteprospects.com

## Достижения
| Год              | Команда         | Достижение                                     | Достижение |
| ---------------- | --------------- | ---------------------------------------------- | ---------- |
| 2005, 2008       | АИК             | Серебряный призёр чемпионата Швеции (2)        |            |
| 2005, 2006, 2008 | АИК             | Победительница Кубка европейских чемпионов (3) |            |
| 2007, 2009       | АИК             | Чемпионка Швеции (2)                           |            |
| 2009             | Швеция (юниор.) | Бронзовый призёр юниорского чемпионата мира    |            |

| Год  | Команда | Достижение                  | Достижение |
| ---- | ------- | --------------------------- | ---------- |
| 2008 | АИК     | Лучший ассистент Рикссериен |            |

- По данным Eliteprospects.com.